# Тінеуд
Тінеуд (рум. Tinăud) — село у повіті Біхор в Румунії. Адміністративно підпорядковане місту Алешд.
Село розташоване на відстані 406 км на північний захід від Бухареста, 38 км на схід від Ораді, 93 км на захід від Клуж-Напоки.

## Населення
За даними перепису населення 2002 року у селі проживали 805 осіб. Рідною мовою 801 особа (99,5%) назвала румунську.
Національний склад населення села:
| Національність | Кількість осіб | Відсоток |
| -------------- | -------------- | -------- |
| румуни         | 782            | 97,1%    |
| цигани         | 14             | 1,7%     |